# Tom Vreugdenhil
Thomas Oene (Tom) Vreugdenhil (Meliskerke (Zld.), 1 september 1933 – Koudekerk aan den Rijn, 12 april 2013) was een Nederlands politicus namens het CDA.
Vreugdenhil studeerde economie en rechten aan de Vrije Universiteit en was, voor hij Tweede Kamerlid werd, werkzaam als belastingadviseur. Hij was een in Zeeland geboren zoon van een predikant. Hij speelde een belangrijke rol bij de behandeling van fiscale wetgeving, zoals de Oort-operatie. Hij bracht samen met de PvdA'er Vermeend initiatiefwetten tot stand. Hij was een specialist die doorwrochte betogen hield, die echter slechts voor enkele specialisten boeiend waren. In 1993 trok hij zich terug van de kandidatenlijst omdat hij op een onverkiesbare plaats was gezet. Hij was gehuwd en kreeg vier kinderen.
- Biografisch Portaal: 46192080
- Parlement.com: vg09lloheqy6